# Генрик Лихось
Генрик Лихось (пол. Henryk Lichoś; 23 січня 1924, Зомбковиці — 3 жовтня 1999, Катовиці) — польський економіст і політик часів ПНР, Катовицький воєвода з кінця 1980 до кінця 1981 року. Учасник політичної боротьби ПОРП з профспілкою Солідарність. Перебував у воєводському комітеті оборони у перші дні воєнного стану.

## Економіст
Народився у промисловому районі Домброва-Гурнича. Здобув економічну освіту. З 1958 року працював аудитором катовицького відділення Верховної контрольної палати (NIK). У 1960—1964 роках — заступник голови воєводської ради. З 1964 року — начальник катовицького відділення NIK. Перебував в урядущій компартії ПОРП.
У 1980 році масовий страйковий рух створив незалежну профспілку Солідарність. У системі влади ПНР відбулася помітна зміна керівних кадрів. Усувались функціонери, які ототожнювалися з правлінням Едварда Герека. У катовицькому регіоні змінилися перший секретар воєводського комітету ПОРП та воєвода — голова адміністрації. Партійну організацію замість Здзислава Грудзеня очолив у вересні Анджей Жабиньський, катовицьким воєводою замість Здзислава Легомського став у грудні Лихось.

## Воєвода

### «Маріонетка бетону»
За політичною вагою та впливом Генрик Лихось значно поступався своєму попереднику (Легомський багато років провів у партапараті, був членом ЦК ПОРП; Лихось не піднявся у партійній ієрархії вище членства у бюро регіонального комітету). Він не мав ресурсу для будь-якої самостійної політики та сприймався як «маріонетка в руках партії».
Курс воєводи Лихося повною мірою диктувався першим секретарем Жабиньським. У протистоянні ПОРП з «Солідарністю» Лихось займав бік «партійного бетону». Активно боровся проти страйкового руху, особливо шахтарського. На зустрічі з керівництвом воєводської комендатури міліції й управління Служби держбезпеки (СБ) у вересні 1981 року Лихось висловлював жаль через «безпорадність», вимагав жорсткої «нормалізації» і порівнював ситуацію з 1945 роком — у частині боротьби проти збройного повстанства Армії Крайова. Він говорив також про «спроби контрреволюційних антисоціалістичних та антирадянських сил забити клин» між ним: першим секретарем Жабиньським і воєводським комендантом міліції полковником Єжи Грубою. Цей виступ викликав подив і нагадування, що «1945 рік давно змінився роком 1981-м». Опоненти Лихося порадили йому після цього «подумати про пенсію, перш ніж стати політичним трупом».
Під час страйку на шахті «Сосновець» Лихось займав жорстку позицію на переговорах із профкомом «Солідарності». Раніше на шахті розпорошили газ, шістдесят осіб потрапили до лікарні (імовірно, це була акція спецгрупи СБ майора Едмунда Перека або ортодоксального угруповання KFP). Лихось домагався судового звинувачення щодо членів профкому на чолі з головою Войцехом Фігелем — за блокування дирекції під час страйку та зняття партійної червоної зірки. Зі свого боку, профспілка висловлювала недовіру Лихосю та вимагала замінити катовицького воєводу.

### Усунення на фоні страйків
13 грудня 1981 року у Польщі ввели воєнний стан. У регіони прямували військові комісари WRON, створювалися воєводські комітети оборони (WKO). За посадою Генрика Лихося включили до Катовицького WKO — поряд з начальником армійського штабу округу генералом Яном Лазарчиком, міліцейським комендантом полковником Грубою та начальником управління СБ полковником Зигмунтом Барановським. Попри високий статус, Лихось не був ключовою фігурою — реальне керівництво здійснював Груба.
У Катовицькому воєводстві відбувалися драматичні події. Акції протесту жорстко придушувалися силами армії та ЗОМО. Страйкували такі великі підприємства, як металургійний комбінат Хута Катовиці, шахти «Сосновець», «Липневий маніфест», «Земовіт», два тижні тривав підземний страйк на шахті «Пяст», при придушенні страйку на шахті «Вуєк» загинули дев'ятеро людей. Воєвода Лихось перебував в оперативному штабі з припинення страйків і ніс частку відповідальності за підготовку та проведення силових акцій.
Вже 15 грудня 1981 року за день до кровопролиття на шахті «Вуєк» — Генрика Лихося звільнили з посади Катовицького воєводи. Його замінив набагато авторитетніший у країні та регіоні генерал Роман Пашковський. За два тижні з невеликим був усунений з посади першого секретаря й Анджей Жабиньський (замінений Збіґнєвом Месснером).

## На пенсії
Після відставки Генрик Лихось вийшов на пенсію та жив приватним життям. У політиці участі не брав.
У 1994 році, після зміни суспільно-політичного устрою Польщі, виступав свідком на процесі бійців ЗОМО, звинувачених у розстрілі шахтарів «Вуек». Лихось назвав WKO «димовою завісою армії та міліції» і заявив про свою повну непоінформованість про плани придушення страйку.
Помер Генрик Лихось у віці 75 років.